# Anna Billing
Anna Svenborg Billing, född 28 maj 1849 i Stockholm, död 4 december 1927 i Stockholm, var en svensk konstnär. Hon målade ofta blomsterstilleben och landskap i yppig grönska.
Anna Billing var dottet till operasångerskan Elma Ström och konstnären Tore Billing. Fadern var hennes första lärare. Hon var även elev till Johan Christoffer Boklund, August Malmström och Kerstin Cardon. Hon gjorde en studieresa till Paris, där hon var elev till blomstermålaren Georges Jeannin och ställde även ut på Parissalongen 1884. På Stockholmsutställningen 1897 ställde hon ut med tavlan Björkar. Billing är representerad vid Nationalmuseum, Stadsmuseet i Stockholm och Göteborgs konstmuseum. Hon är begravd på Solna kyrkogård.